# مارك رايت
مارك رايت (بالإنجليزية: Mark Wright)‏، من مواليد 1 أغسطس 1963، لاعب كرة قدم إنجليزي سابق، ومدرب كرة قدم حالي.
لعب مع منتخب إنجلترا لكرة القدم.

## مسيرته الكروية
لعب مارك رايت خلال مسيرته الاحترافية مع 4 أندية في تسعة عشر موسمًا وسجل خلالها 21 هدفًا ضمن 482 مباراة. حيث فاز في موسم واحد بالكأس ولم يفز بأي دوري.
خاض مارك رايت مسيرته مع نادي أكسفورد يونايتد في موسم 1980–81 ولمدة موسمين، مشاركًا في 10 مباريات ولم يسجل أي هدف. ثم انتقل إلى نادي ساوثهامبتون في موسم 1981–82 ليلعب معه ستة مواسم، حيث شارك في 170 مباراة سجل خلالها 6 أهداف. لينتقل بعدها إلى نادي ديربي كاونتي في موسم 1987–88 ليلعب معه أربعة مواسم، مشاركًا في 144 مباراة سجل خلالها 10 أهداف. ثم انتقل إلى نادي ليفربول في موسم 1991–92 ليلعب معه سبعة مواسم، مشاركًا في 158 مباراة سجل خلالها 5 أهداف.

## روابط خارجية
- مارك رايت على موقع الاتحاد الدولي (مؤرشف)  (الإنجليزية)
- مارك رايت على موقع الاتحاد الأوربي (الإنجليزية)
- مارك رايت على موقع قاعدة بيانات كرة القدم.إي يو (الإنجليزية)
- مارك رايت على موقع ناشيونال فوتبول تيمز (الإنجليزية)
- مارك رايت على موقع Soccerbase.com (لاعب) (الإنجليزية)
- مارك رايت على موقع Soccerbase.com (مدرب) (الإنجليزية)
- مارك رايت على موقع عالم كرة القدم.نت (الإنجليزية)
- مارك رايت على موقع كووورة